# 建設省
建設省（けんせつしょう、Ministry of Construction）は、1948年（昭和23年）1月1日から2001年（平成13年）1月5日まで存在していた日本の行政機関である。国土・都市計画、市街地整備（下水道ほか）、河川（水防砂防）、道路、建築物（一般基準・市街地建築ほか）、住宅政策、官庁営繕などに関する行政を取扱っていた。
建設省設置法（昭和23年法律第113号）に基づき設置され、長は建設大臣。
現在は国土交通省に再編されている。

## 沿革
- 1948年1月1日 - 内務省国土局と、内務省調査局総務課及び第一課を移管して、建設院が設置された[1][2]。
- 1948年7月10日 - 運輸省建設本部を吸収し、建設省に昇格した[3][4]。他省庁に比して技官の力が強く、事務次官には事務官と技官（道路もしくは河川）が交互に就任する慣行があった。
- 2001年1月6日 - 中央省庁再編の実施に伴い、運輸省、国土庁、北海道開発庁と統合して、国土交通省を設置した。

## 組織

### 幹部
- 建設大臣
- 建設政務次官
- 建設事務次官
- 建設技監

### 内部部局
- 大臣官房
  - 官庁営繕部
- 計画局 - 1984年廃止
- 建設経済局 - 1984年設置
- 都市局
  - 下水道部
- 河川局
  - 砂防部
- 道路局
- 住宅局
- 営繕局

### 特別の機関
- 国土地理院

### 施設等機関
- 土木研究所
- 建築研究所
- 建設大学校

### 地方支分部局
- 各地方建設局（東北・関東・北陸・中部・近畿・中国・四国・九州）

### 中央省庁再編後

#### 内部部局
- 建設経済局→省庁再編における旧運輸省運輸政策局との統合により、国土交通省総合政策局と改組。
- 都市局→省庁再編における旧国土庁地方振興局等との統合により、国土交通省都市・地域整備局と改組。

#### 施設等機関
- 土木研究所→2001年4月に国土交通省国土技術政策総合研究所（国総研）発足後、国総研と独立行政法人（2006年4月現在の本部・つくば中央研究所）に再編。名称は変わらず。
- 建築研究所→2001年4月に国総研（立原庁舎）と独立行政法人に再編。名称は変わらず。
- 建設大学校→旧運輸省運輸研修所と統合し、国土交通大学校として再編。本部は旧建設大学校を本部に置く。

#### 地方支分部局
- 地方建設局→旧運輸省の第一から第五港湾建設局との統合・管轄区域再編により、地方整備局に改組。管轄区域は旧地方建設局が中心となっている。